# Гордіани (династія)
Династія Гордіáнів (лат. Gordianus dynastia; 238—244) — короткотривала правляча династія Римської імперії, створена в результаті повстання проти імператора Максиміна Фракійця. Складалася з трьох римських імператорів (батько, син і онук), що мали однакове ім'я — Гордіан І, Гордіан ІІ та Гордіан III. Гордіан І та його син Гордіан ІІ були обраними імператорами сенатом Риму під час повстання проти Максиміна Фракійця, а Гордіан III — онук Гордіана І, був проголошений правителем завдяки військам зі Сходу. Династія існувала під час року шести імператорів.

## Діяльність
Династія Гордіанів з'явилася на політичній арені Римської імперії в період кризи третього століття, коли держава стикнулася з численними внутрішніми конфліктами, соціальною нестабільністю та загрозою з боку зовнішніх ворогів. Цей період був пов'язаний з політичними турбуленціями та кризами імперії. Правління Гордіанів було коротким, але залишило помітний слід в історії Римської імперії.
Протягом свого панування династія намагалася боротися з корупцією, поліпшити економіку і відновити авторитет імперії. Гордіани відмовилися від практики продажу посад та зменшили податки для римських громадян. Було запроваджено кілька реформ, переважно у сферах провінційної адміністрації, фінансів та армії.
Загалом політика династії Гордіанів була спрямована на зміцнення імперії та збереження її територіальної цілісності, а також на зменшення впливу преторіанської гвардії, яка була сильною в Римській імперії протягом попередніх століть. Для цього було розпочато процес створення нових легіонів, які повинні були замінити преторіанську гвардію як основну силу імперської армії. Гордіан І спрямував зусилля на покращення стану війська, зокрема збільшення чисельності та забезпечення солдатів необхідними ресурсами. Також, під час правління династії Гордіанів було встановлено мир з Перською імперією.
Ще один важливий внесок, що зробила династія — припинення політики переслідування християн, яку запровадив Максимін, в основному спрямовану на переслідування єпископів та пап. Оскільки Гордіан III зупинив це переслідування, Євсевій твердить, що він став християнином і покаявся за гріхи Максиміна, проте достовірних історичних свідчень, які підтверджують цей факт, немає.

## Гордіан I

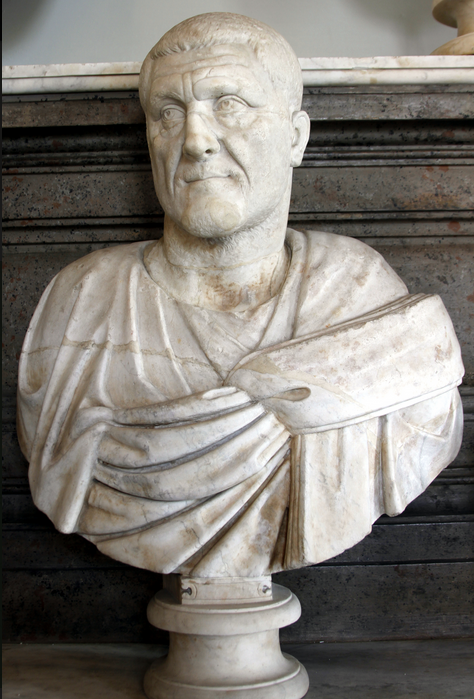
Бюст Максиміна Фракійця

Марк Анто́ній Гордіа́н Семпро́ніан Рома́н Африка́нський (лат. Marcus Antonius Gordianus Sempronianus Romanus Africanus; близько 159 року н. е. — 12 квітня 238 року н. е.) або Гордіа́н I (лат. Gordianus I), а також відомий як Божествений Гордіан I — давньоримський імператор 238 року н. е.  За винятком правління його сина, його три тижні на троні (правив 21 день) стали найкоротшим правлінням в історії Римської імперії. Разом зі своїм сином, Гордіаном II, він був проголошений імператором у місті Таранто у південній Італії, після того як його попередник імператор Максимін Фракієць був повалений.
Гордіан успішно пройшов усі етапи cursus honorum і став сенатором. Під час служби в армії Гордіан очолював IV Скіфський легіон, який перебував у Сирії. У 216 році Гордіан був намісником провінції Британія, а за часів правління Геліогабала він став консулом-суфектом.
За Александра Севера Гордіан був обраний консулом в 223 році, а після закінчення терміну його правління став керувати провінцією Африка. Тут він став свідком вбивства Александра Севера, після якого Максимін Фракієць захопив владу. Це викликало загальне незадоволення населення провінції, яке спричинило повстання у 238 році. Під час цього повстання мешканці проголосили Гордіана І імператором. Через свій вік, Гордіан наполіг на тому, щоб його син став співімператором.
Згодом в сусідній провінції Нумідія виникла опозиція, де проконсул Капеліан підтримував Максиміна Фракійця. Він вторгся до Африки з єдиним легіоном і переміг Гордіана II, сина Гордіана I, який очолював місцеве ополчення. Дізнавшись про це Гордіан I вчинив самогубство. На цьому правління Гордіанів завершилося, протривавши лише 21 день.
Незважаючи на короткий термін правління, Гордіан І став відомим як символ боротьби проти тиранії і захисту свободи Римської імперії. Залишив по собі спадок реформатора, який намагався зробити Римську імперію більш справедливою та ефективною, хоча його правління не дало можливості для реалізації більш широких реформ. Був знатним сенатором і дуже поважним членом римської еліти.

### Родина
- мати — Ульпія Гордіана;
- батько — римський сенатор Мецій Марулл;
- дружина — Фабія Орістелла;
- діти — син Гордіан II та донька Антонія Гордіана (мати Гордіана III).

## Гордіан II

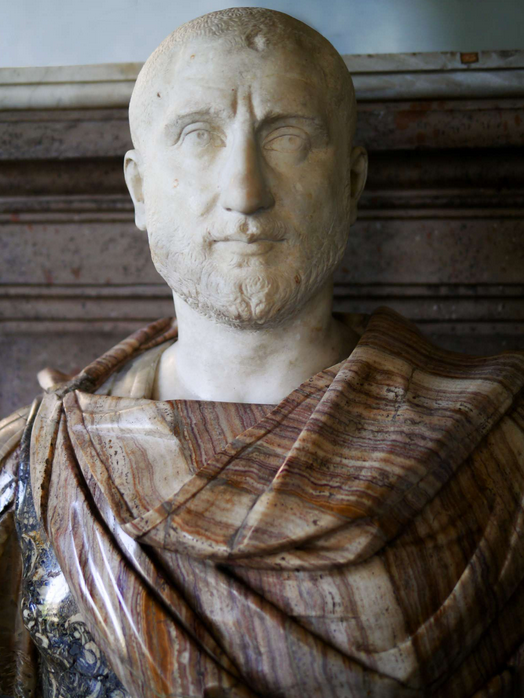
Бюст Божественого Гордіана II

Марк Анто́ній Гордіа́н Семпро́ніан Рома́н Африка́нський (лат. Marcus Antonius Gordianus Sempronianus Romanus Africanus; близько 192—238) або Гордіа́н II (лат. Gordianus II), також — Божествений Гордіа́н II — давньоримський імператор, який правив в 238 році. Під час року шести імператорів, Гордіан II був співправителем свого батька протягом 21 дня. Тому він є імператором з найкоротшим терміном правління в історії Римської імперії. Дядько Гордіана III.
У березні 238 року під час повстання в провінції Африка проти Максиміна Фракійця, Гордіана І, проконсула провінції, було оголошено імператором. Гордіан І спочатку відмовився від посади через свій вік, проте згодом погодився, за умови, що його син, Гордіан II, буде призначений співправителем. На честь цього обоє Гордіанів взяли новий когномен — Африканський. Сенат визнав їх імператорами, так як вороже ставився до Максиміна.
У наступному місяці обом довелося боротися з намісником сусідньої Нумідії Капеліаном, який був прихильником Максиміна. Під час битви біля Карфагену, кількісна перевага була на боці місцевих мешканців, але вони не мали бойового досвіду та необхідної зброї. Нумідійці ж були відомі як вправні вершники та влучні метальники списів. Вони повернули натовп карфагенян з великою легкістю, які, не витримавши натиску, почали тікати, тиснучи та розтоптуючи один одного. Більшість карфагенян загинули від рук своїх співвітчизників, а не від своїх ворогів. Під час бою загинув і Гордіан І зі своїм супроводом, його тіло так і не знайшли через велику кількість трупів. Після отримання звістки про смерть сина, Гордіан І покінчив життя самогубством. З огляду на те, що Гордіан ІІ помер раніше за свого батька, його правління стало найкоротшим в історії Римської імперії.
Правління Гордіана II не мало значущого впливу на історію Римської імперії. Він став одним з небагатьох римських імператорів, які померли в молодому віці, не досягнувши навіть 20 років.

### Родина
- батько — Гордіан I;
- мати — онучка грецького софіста та консула Ірода Аттика;
- сестра — Антонія Гордіана.

## Гордіан III

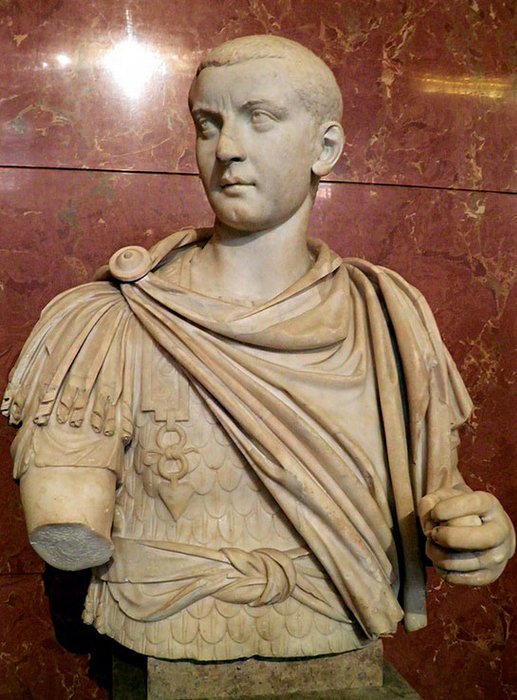
Бюст Гордіана ІІІ

Марк Анто́ній Гордіа́н (лат. Marcus Antonius Gordianus; 20 січня 225 — 11 лютого 244) або Гордіан III (лат. Gordianus IІI) — давньоримський імператор з 238 по 244 рік. Став імператором у віці всього 13 років, ставши наймолодшим правителем в історії Римської імперії. Гордіан III був онуком засновника династії імператора Гордіана І і, ймовірно, племінноком імператора Гордіана ІІ.
Після смерті діда та дядька, Гордіан III був єдиним спадкоємцем династії, тому прийшов до влади у такому молодому віці. Керівництво імперією перейшло у руки аристократичних родин, які за допомогою Сенату контролювали справи держави. У 15 років Гордіан одружився з Фурією Сабінією Транквіліною, донькою Гая Фурія Тімесифея, префекта преторіанської гвардії, який швидко став фактичним правителем імперії.
Після смерті Тімесифея, на посаду префекта преторія призначили Марка Юлія Філіппа, також відомого як Філіпп Араб, який був людиною незнатного походження і вирізнявся заздрістю та корисливістю. Без Тімесифея військові дії та безпека імператора потрапили під загрозу. Гордіан відкрито висунув звинувачення проти Філіппа Араба, але не знайшов підтримки з боку військових.
Під час правління Гордіана III Римська імперія зазнала нападу з боку персів на сході та готів на півночі. Імператор зміг зупинити персів, після чого він переніс свої війська на північ для боротьби з готами. Проте загинув у битві під Нусайбіном (сучасна Туреччина) в 244 році. Існують припущення, що смерть Гордіана III — справа рук Філіппа Араба, який згодом посів трон.
Гордіан III був відомий своєю любов'ю до мистецтва та культури. Він також сприяв розвитку письменства та освіти в Римській імперії. Імператор проводив реформи і у сфері фінансів та армії, які сприяли покращенню економічного та військового становища імперії. При Гордіані III були впроваджені заходи, спрямовані на обмеження безпідставних судових процесів та посилення оборони кордонів Римської імперії. Було також прийнято заходи для покарання будь-яких форм зловживань владою в провінціях.
Гордіан III випустив рескрипт, яким був скасований 4-річний строк позовної давності для вимагання компенсації від військовослужбовців та державних посадовців. Збереглося 13 відсотків рескриптів, виданих саме Гордіаном, на користь солдатів. Протягом його правління Римська імперія систематично сплачувала дані готам, щоб запобігти їхнім набігам.

### Родина
- батько — Junius Licinius Balbus або, імовірно, Гордіан II (достовірно невідомо);
- мати — Антонія Гордіана;
- дружина — Фурія Сабінія Транквіліна;
- діти — Furia.

#### Нумізматика
Монети часів правління Гордіана III можуть зацікавити нумізматів. Вони випускалися великою кількістю, оскільки його правління було досить тривалим як для молодого римського імператора, і використовувалися для підтвердження його законності та придатності до правління. Монети Гордіана III мають різні номінали, включаючи аси, сестерції, дупондії і денарії. На їхньому аверсі можна зустріти портрет Гордіана III або зображенням його сім'ї. Реверс монет часто зображав різні алегорії, божества, військові теми та різноманітні символи.

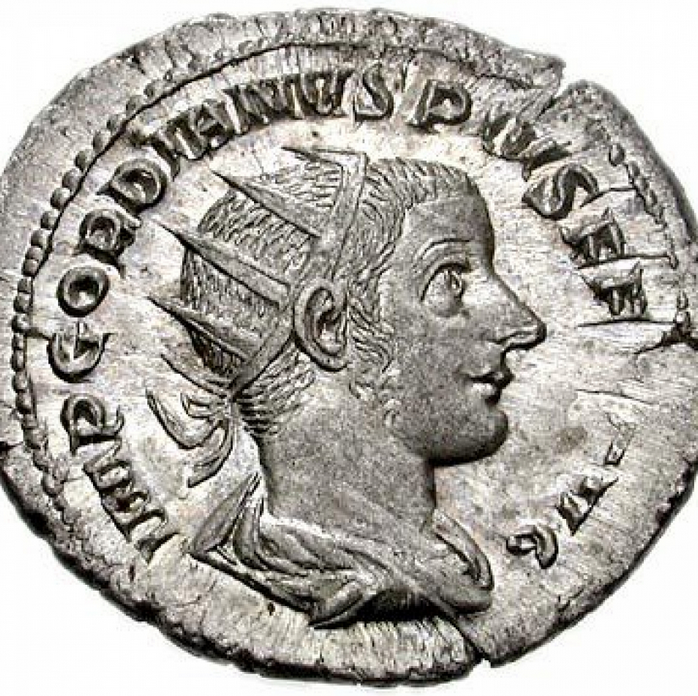

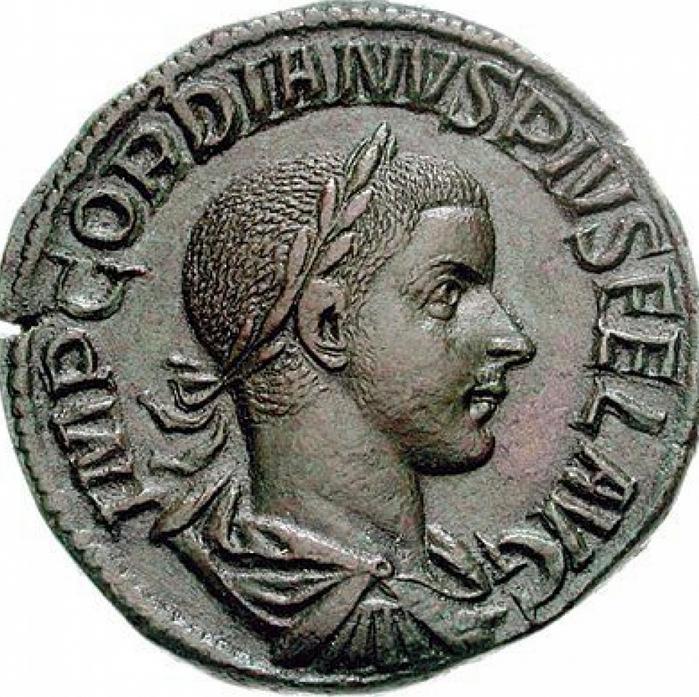

Монети Гордіана III можна знайти на аукціонах, в антикварних магазинах та у приватних колекціях нумізматів. Вартість монет буде залежати від їхнього стану збереженості, рідкості, року випуску, тощо.

## Роль в Році шести імператорів
Рік шести імператорів (також відомий як Рік п'яти імператорів) був періодом політичної нестабільності в Римській імперії, що тривав в 238 році. За цей період шість різних осіб боролися за владу над імперією.
Роль династії Гордіанів у Році шести імператорів полягала в тому, що вони були одними з конкурентів у виборах на трон імператора в період Року шести імператорів. Їхнє недовге правління відображало загальну нестабільність і політичний розпад імперії того часу.
Хоча династія Гордіанів не змогла зберегти владу над імперією протягом тривалого часу, її спроба боротьби за владу відображала незадоволення деяких верств населення імперії існуючим політичним становищем. Це також свідчило про загальне погіршення політичної ситуації в Римській імперії, що випливало з інших соціальних, економічних та військових проблем.
Рік шести імператорів був важливим епізодом в історії Римської імперії, який показав слабкість центральної влади та зростання впливу армійських загонів і провінціальних еліт. Після цього періоду імперія пройшла чергові політичні і соціальні зміни, включаючи послаблення ролі Сенату і збільшення впливу військових лідерів.
Важливо зазначити, що династія Гордіанів не займала центрального місця у подіях Року шести імператорів. Вона була однією з багатьох сторін, які боролися за владу і не змогла її довго утримати. Правління династії Гордіанів підкреслило труднощі того періоду і вплинуло на подальшу історію Римської імперії.